# El Espino Peralta
El Espino Peralta är ett samhälle i kommunen Lerma i delstaten Mexiko i Mexiko. Orten hade 619 invånare vid folkräkningen år 2020.